# Benediction
Benediction é uma banda de death metal da Inglaterra, formada em fevereiro de 1989.

## Integrantes
Membros atuais
- Darren Brookes - guitarra (1988-presente)
- Peter Rewinsky - guitarra (1988-presente)
- Frank Healy - baixo (1992-presente)
- Neil Hutton - bateria (1994–2005, 2007-presente)
- Dave Ingram - vocal (1990–1998) (2019-presente)

Membros antigos
- Ian Treacy - bateria (1988–1994)
- Paul Adams - baixo (1988–1991)
- Mark 'Barney' Greenway - vocal (1988–1990)
- Dave Hunt  - vocal (1998-2019)
- Nicholas Barker - bateria (2005–2007)

## Discografia

### Álbuns
- 1990 - Subconscious Terror
- 1991 - The Grand Leveller
- 1992 - Dark is the Season
- 1993 - Transcend the Rubicon
- 1994 - The Grotesque / Ashen Epitaph
- 1995 - The Dreams you Dread
- 1998 - Grind Bastard
- 2001 - Organised Chaos
- 2008 - Killing Music

### Singles e EPs
- 1992 - Experimental Stage
- 1992 - Return to the Eve
- 1992 - Dark Is the Season
- 1993 - Wrong Side of the Grave